# Alpaida chaco
Alpaida chaco är en spindelart som beskrevs av Levi 1988. Alpaida chaco ingår i släktet Alpaida och familjen hjulspindlar.
Artens utbredningsområde är Paraguay. Inga underarter finns listade i Catalogue of Life.